# Brezvrtinčno polje
Brezvrtinčno (vektorsko) polje {\displaystyle \mathbf {F} \!\,} je polje, za katerega velja: 
{\displaystyle \nabla \times \;\mathbf {F} =\mathbf {0} \!\,.}
Vsako vektorsko polje se lahko zapiše kot vsoto polja brez vrtincev in polja brez izvorov.